# 愛爾蘭聯合主義

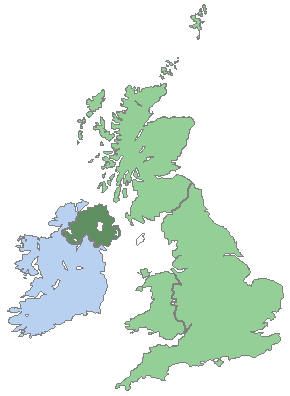
聯合主義者現在支持北愛爾蘭繼續留在英國之內

愛爾蘭聯合主義（英語：Unionism in Ireland）是一種政治意識形態，主張愛爾蘭島應該和不列顛保持某種政治聯繫。自從愛爾蘭分裂以來，聯合主義者支持北愛爾蘭繼續留在英國之內。愛爾蘭民族主義者反對愛爾蘭聯合主義。大部分愛爾蘭聯合主義者有新教和英國背景，而大多數愛爾蘭民族主義者則有天主教背景，但也有例外。

## 聯合派政黨
截止2024年，現有議席的北愛爾蘭聯合派政黨為：
- 民主統一黨
- 阿爾斯特統一黨
- 傳統統一之聲
- 進步統一黨（英语：Progressive Unionist Party）